# یوسوانی سانچز
یوسوانی سانچز (به اسپانیایی: Yosvany Sánchez؛ زادهٔ ۱۷ سپتامبر ۱۹۷۵) کشتی‌گیر پیشین اهل کوبا است که در دستهٔ سبک‌وزن کشتی آزاد در دو دورهٔ بازی‌های المپیک تابستانی (۱۹۹۶ و ۲۰۰۰) شرکت کرد. 